# 叙利亚 (罗马行省)
叙利亚，古罗马行省之一。前64年，在第三次米特拉达梯战争中击败亚美尼亚国王提格兰二世取得胜利后，格奈乌斯·庞培在兼并领土上设立该行省。罗马帝国分裂后，该地由拜占庭帝国继续统治。637年，该地在伊斯兰征服后陷落。

## 叙利亚行省

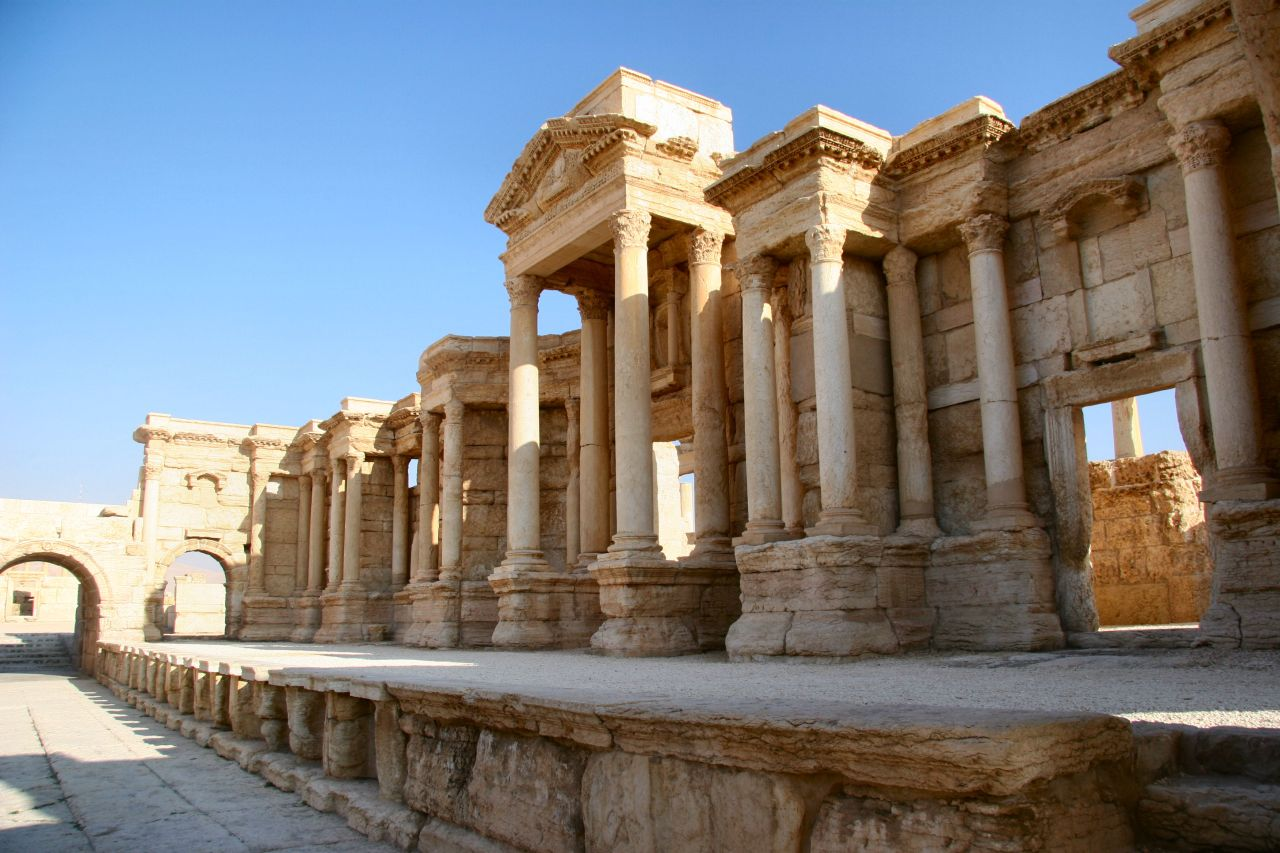
古城帕尔米拉是一个重要的贸易中心，可能是罗马叙利亚最繁荣的城市

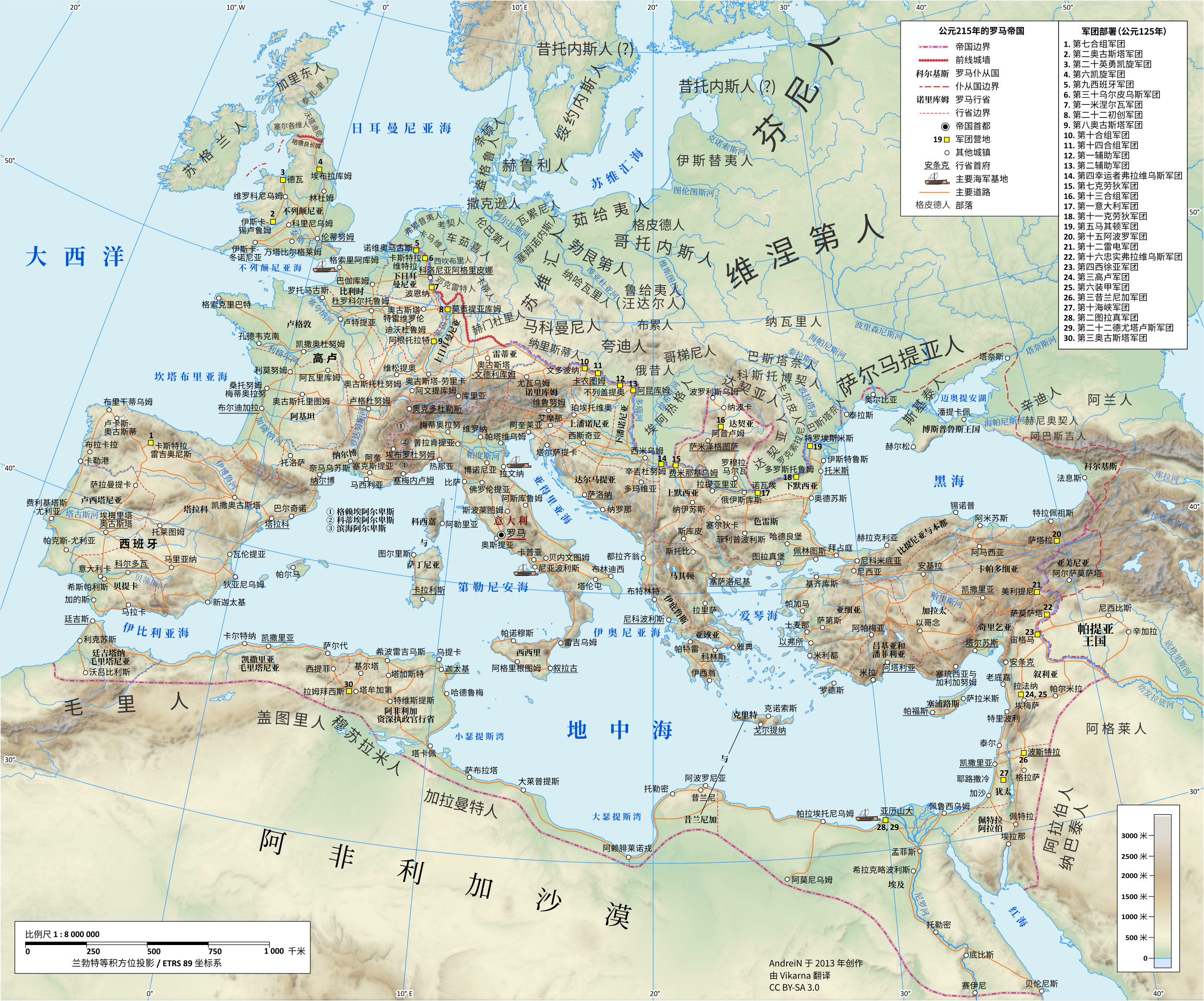
哈德良统治时期的罗马帝国，在西亚有元首行省叙利亚，并在125年部署了4个军团

在帝国早期，罗马在叙利亚算上辅军一共有三个军团，用于守卫与帕提亚的边界。公元6年犹太王国被大希律王的子女瓜分之后，其逐渐被罗马各个行省吸收，叙利亚行省大约在公元34年开始兼并其领土。
叙利亚行省直接参与了66年至70年的第一次罗马-犹太战争。公元66年，叙利亚的雷加圖斯克斯提乌斯·加卢斯率领着以第十二雷电军团为基础，以及辅军支援的军队到犹太恢复秩序，平息叛乱。但是，该军团在伯和仑战役中遭到犹太叛军的埋伏和摧毁，这个结果震惊了罗马领导层。未来的皇帝韦斯巴芗随后镇压了犹太叛乱。69年夏，韦斯巴芗在叙利亚军队的支持下，争夺罗马帝位。他击败对手維特里烏斯，并作为皇帝统治了十年，此后由其子提圖斯继承。

## 设立巴勒斯坦叙利亚
正如特奥多尔·蒙森所说：
叙利亚的总督掌管着整个未有削减的大行省的民政，在整个亚洲长期独占着头等统帅[...]直到二世纪，他的特权才得以减少，当时哈德良从叙利亚总督那里取走四个军团中的一个，将其交给了巴勒斯坦总督。
“哈德良在犹太额外增派了一个军团，并将其更名为巴勒斯坦叙利亚。”这件事就在135年平定巴爾科赫巴起義之后。叙利亚的第三高卢军团于132至136年间参与平定了叛乱。此后，皇帝哈德良将人口大为减少的犹太行省以及这个额外的军团更名为巴勒斯坦叙利亚。

## 后续

### 存余部分拆分

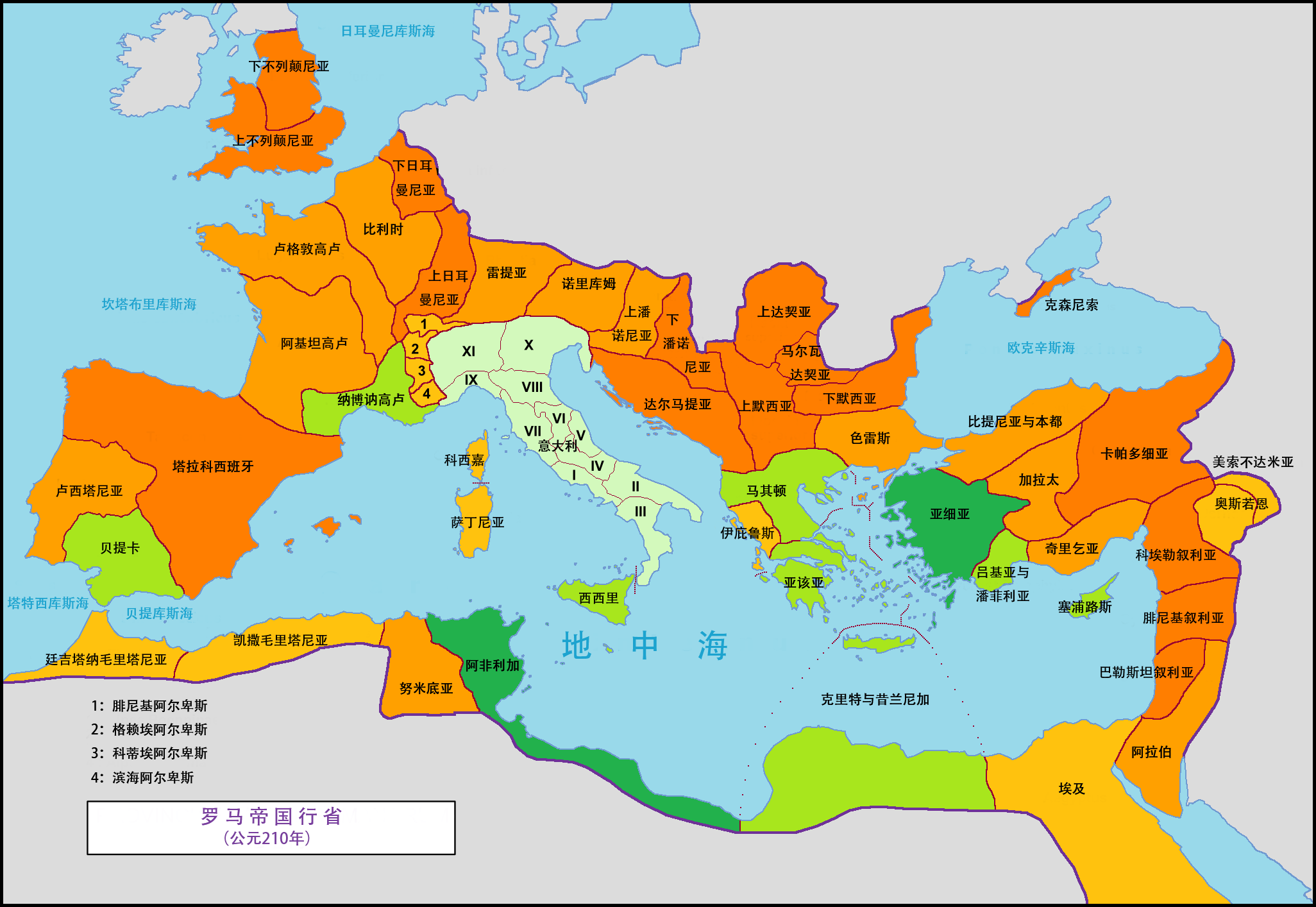
公元210年的罗马帝国，包括了科埃勒叙利亚与腓尼基叙利亚行省

塞普蒂米烏斯·塞維魯将行省剩余的部分拆分为科艾勒叙利亚与腓尼基叙利亚，首府分别为安条克和泰尔。
特奥多尔·蒙森说道：
是塞维鲁最终将叙利亚总督撤出了罗马军事等级的第一等级。在征服这个行省——它们当时希望奈哲尔成为皇帝，就如先前它们对总督韦斯巴芗所做的那样——之后，尤其是在首府安条克的抵抗之下，他将其划为南北两半，给前者，科艾勒叙利亚的总督两个（军团），给后者，腓尼基叙利亚的总督一个（军团）。
自2世纪后期开始，羅馬元老院有数位知名叙利亚人，包括克劳狄乌斯·庞培亚努斯和阿维狄乌斯·卡西乌斯。
在三世紀危機中，叙利亚具有至关重要的战略意义。244年，罗马由一位来自佩特拉阿拉伯菲利普波利斯（今舍赫巴）的叙利亚本地人统治。这位皇帝是马尔库斯·尤利乌斯·菲利普斯，其更常被称呼为阿拉伯人菲利普。在罗马建城一千年的庆典中，菲利普成为第33任罗马皇帝。
罗马野战军在巴巴利索斯战役中被波斯王沙普尔一世摧毁之后，幼发拉底河无人守卫，该地区被波斯人掠夺，叙利亚于252/253年遭到入侵（日期有争议）。259/260年同样的事件再次发生，沙普尔一世在埃德萨战役中又一次击败罗马野战军，并擒获了罗马皇帝瓦勒良，罗马叙利亚再次遭到劫难，城市被占领、洗劫和掠夺。
自268年至273年，叙利亚是短暂分裂的帕米拉王國的一部分。
| 塞普蒂米烏斯·塞維魯时期的“东方”，约200年 | 塞普蒂米烏斯·塞維魯时期的“东方”，约200年 | 塞普蒂米烏斯·塞維魯时期的“东方”，约200年 |
| ---------------------------------------- | ---------------------------------------- | ---------------------------------------- |
| 科艾勒叙利亚                             | Provincia Syria Coele                    |                                          |
| 腓尼基                                   | Provincia Syria Phoenice                 |                                          |
| 巴勒斯坦                                 | Provincia Syria Palaestina               |                                          |
| 阿拉比亚                                 | Provincia Arabia Petraea                 |                                          |

### 行政改革

东方管区

随着戴克里先的改革，科埃勒叙利亚成为了东方管区的一部分。330至350年间（可能是341年），科埃勒叙利亚于幼发拉底河西岸以及原来的科馬基尼王國之外的地区划分出了幼发拉底西斯，首府希拉波利斯。

### 拜占庭帝国时期

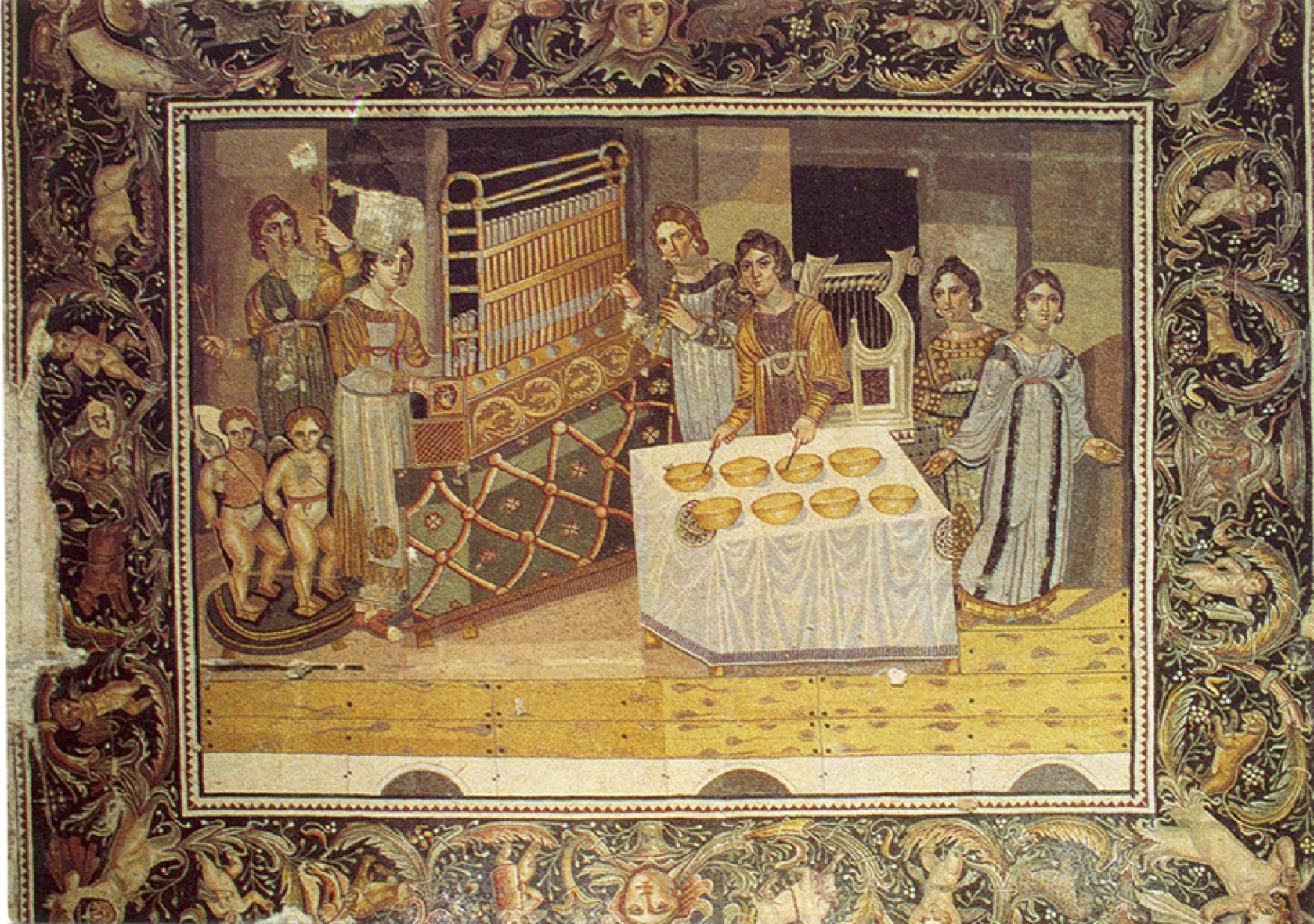
叙利亚发现的20平方米的拜占庭时期马赛克，现位于哈馬博物館

约415年科埃勒叙利亚被进一步拆分为第一叙利亚，首府仍在安条克，以及第二叙利亚，首府阿帕米亚。528年，查士丁尼一世从这两个省份之中拆出了小的沿海省份狄奥多里亚斯。

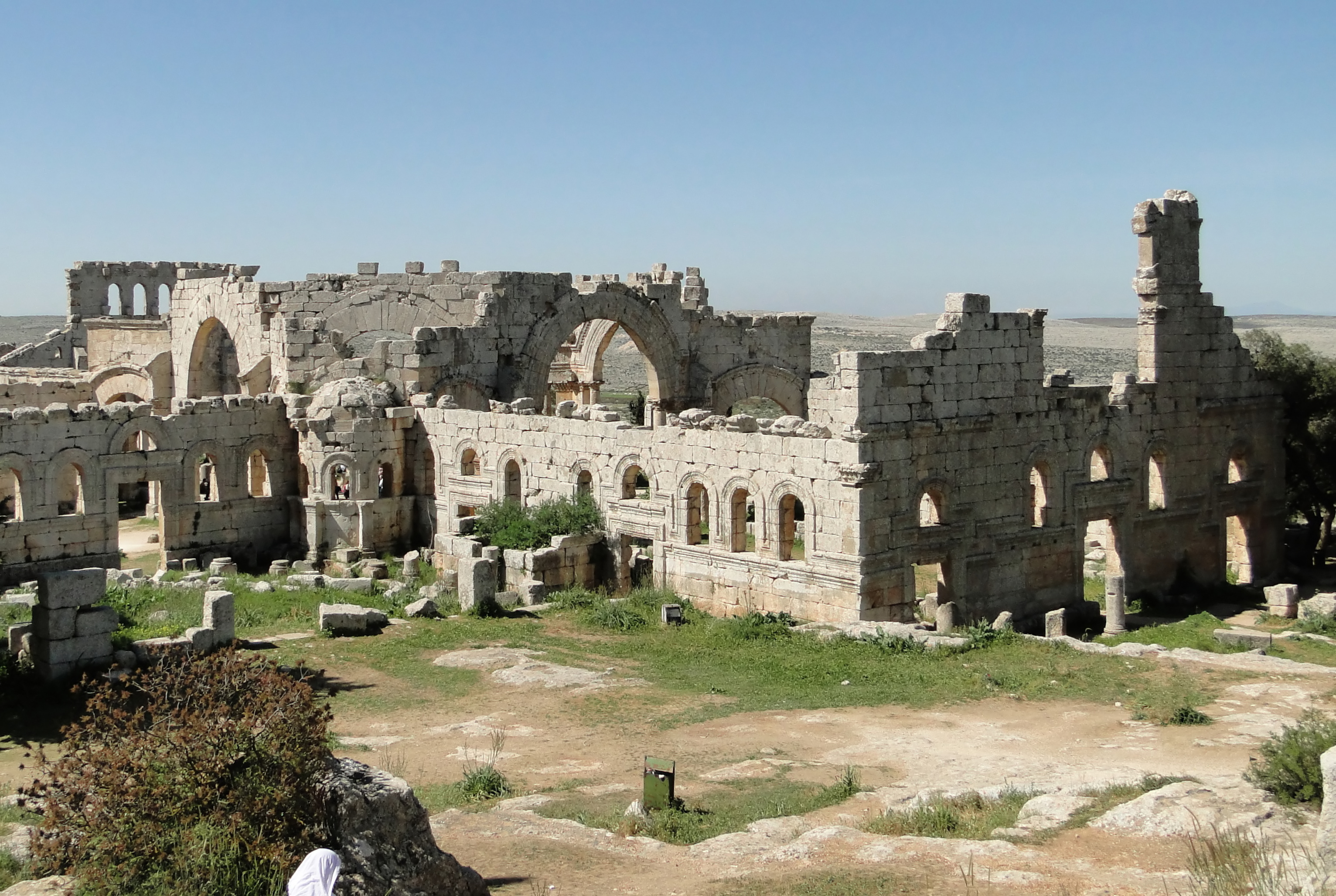
圣西蒙教堂 (叙利亚)，世界上现存最古老的教堂之一

该地区仍为拜占庭帝国最为重要的省份之一。其在609至628年间被萨珊人占据，之后被希拉克略收复，但是在雅尔穆克战役与安条克陷落之后被穆斯林占领。
安条克与其它一些地区曾于963年由尼基弗鲁斯二世收复。皇帝約翰一世征服叙利亚但未能一直达到耶路撒冷之后，随后在970年代末期，法蒂玛王朝对叙利亚进行了“重新征服”，结果驱逐了叙利亚大部分地区的拜占庭人。然而，安条克与叙利亚北部其他地区仍在帝国手中，其他部分则在哈姆丹、米尔达西以及麦尔旺人的代理之下，受到皇帝的保护，直到塞尔柱人到来。经过三十年的入侵，于1084年征服了安条克。12世纪由科穆宁王朝的军队收复，然而到了当时，安条克被视为小亚细亚而非叙利亚的一部分。

### 脚注
1. ↑  Sicker, Martin. . Greenwood Publishing Group. 2001: 39  [2020-06-03]. ISBN 978-0-275-97140-3. （原始内容存档于2020-06-04）.
2. 1 2  Mommsen 1886，第117–118頁.
3. ↑  Adkins & Adkins 1998，第121頁.
4. ↑  Marquardt 1892，第373頁: "Tandis que la Judée ou Syria Palaestina demeurait ainsi séparée de la Syrie depuis l'an 66 après J.-C., la Syrie elle-même fut plus tard divisée en deux provinces : la Syria magna ou Syria Coele, et la Syria Phoenice".
5. ↑  Adkins & Adkins 1998，第121頁: "Septimius Severus divided the remaining province into Syria Coele and Syria Phoenice".
6. ↑  Cohen, Getzel M. . University of California Press. 3 October 2006: 40, note 63.  [2020-06-03]. ISBN 978-0-520-93102-2. （原始内容存档于2020-06-03）. In 194 A.D. The emperor Septimus Severus divided the province of Syria and made the northern part into a separate province called Coele Syria.
7. 1 2 3  Kazhdan, Alexander (Ed.). . Oxford University Press. 1991: 1999. ISBN 978-0-19-504652-6.
8. ↑  Kazhdan, Alexander (Ed.). . Oxford University Press. 1991: 748. ISBN 978-0-19-504652-6.

### 书籍
- Adkins, Lesley; Adkins, Roy A. . 1998  [2020-06-03]. （原始内容存档于2020-06-03）.
- Marquardt, Joachim. . 1892  [2020-06-03]. （原始内容存档于2020-06-04）.
- Mommsen, Theodor. . R. Bentley. 1886.